# Coscinia paucisignata
Coscinia paucisignata är en fjärilsart som beskrevs av Karl Schawerda 1929. Coscinia paucisignata ingår i släktet Coscinia och familjen björnspinnare. Inga underarter finns listade i Catalogue of Life.